# Policraticus

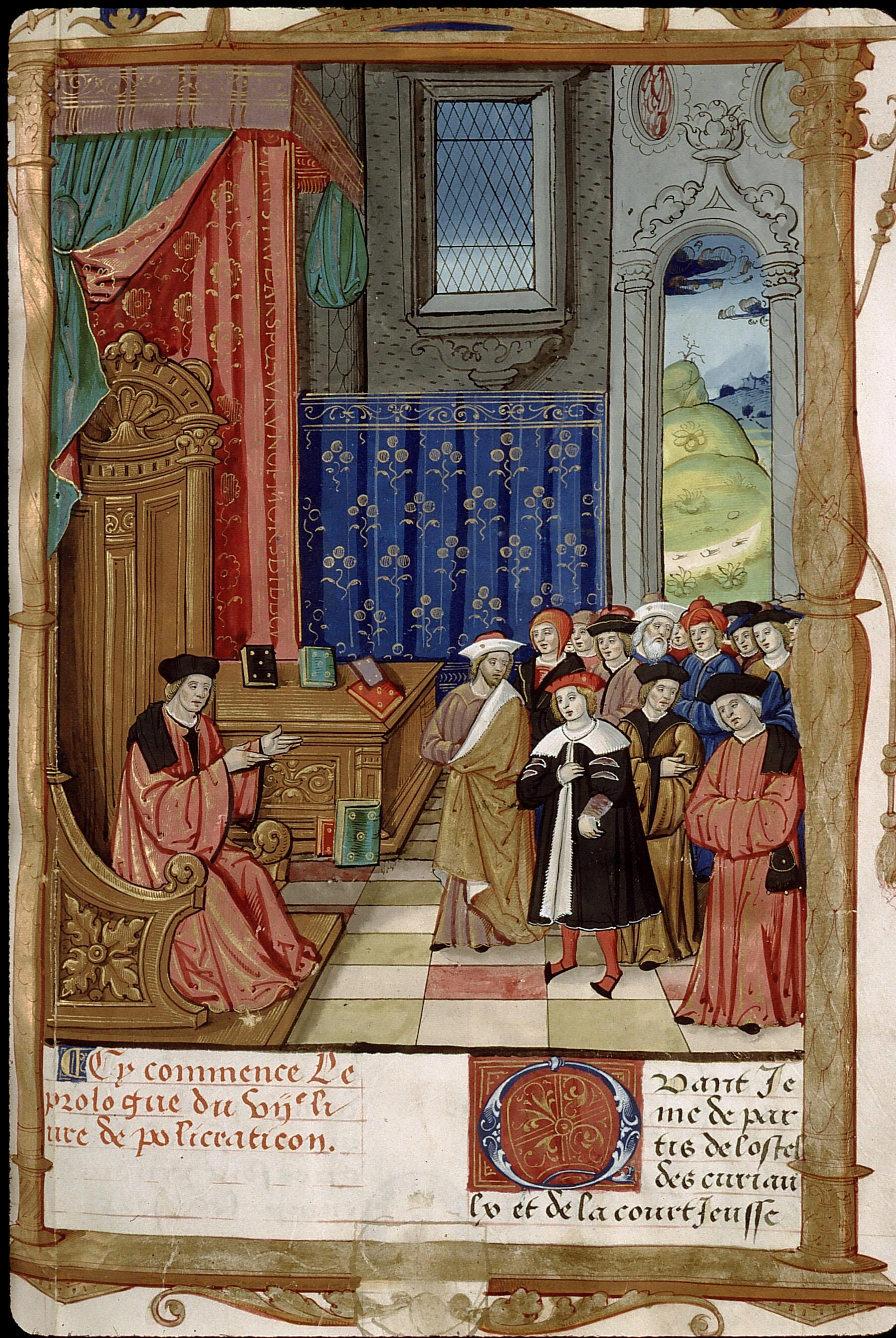
Jean de Salisbury enseignant la philosophie. Miniature d'Étienne Colaud en frontispice d'un manuscrit du Policraticon, 1520, Bibliothèque Sainte-Geneviève, Ms.1145 f.3r.

Le Policraticus (titre complet : Policraticus sive de nugis curialium et vestigiis philosophorum) est un livre de philosophie morale et politique écrit par Jean de Salisbury vers 1159. Il est surtout connu pour aborder la question de la responsabilité des rois et leur relation à leurs sujets. On le définit parfois comme le premier traité de science politique de l'ère médiévale, mais ce traité ne correspond qu’imparfaitement à cette définition.
Il n’y a pas d’édition scientifique complète du Policraticus. Les quatre premiers livres sont édités au Corpus Christianorum : Jean de Salisbury, Policraticus I-IV, éd. par Katharine Keats-Rohan, Turnhout, Brepols (CCCM 118), 1993.

## Structure
L'ouvrage se compose de huit livres, répartis grossièrement en trois blocs : les "frivolités" privées des courtisans (livres I à III), les fonctions publiques des différentes classes, avec un accent mis sur le prince et le corps politique (livres IV à VI), et les "empreintes" des philosophes (livres VII et VIII). La plupart des chercheurs se sont intéressés au contenu "politique" du deuxième bloc et à la discussion sur la tyrannie dans le dernier livre.
Les thèmes des livres sont les suivants :
- Livre I : Chasse, théâtre et magie
- Livre II : Présages, rêves et sciences occultes
- Livre III : Intérêt personnel et flatterie
- Livre IV : Les devoirs du prince
- Livres V et VI : Le corps politique
- Livre VII : Trois tendances épicuriennes
- Livre VIII : Deux autres tendances épicuriennes ; la tyrannie

## Contenu du Livre IV

### Relations entre le prince, la loi et le peuple
Jean de Salisbury affirme que le prince se distingue du tyran par son obéissance à la loi. C'est en vertu de la loi qu'il fait valoir sa prétention à la première place dans la gestion des affaires de la république. Jean de Salisbury entend ici la loi comme une interprétation de l'équité et de la justice qui s'étend sur toutes choses, tant divines, humaines que matérielles. En ce sens, toute loi est une découverte et un don de Dieu et tout homme vivant dans un "corps politique corporatif" doit vivre dans le respect de la loi.
Par ailleurs, les membres de la communauté humaine sont semblables aux parties d'un même corps et, selon de Salisbury, l'observation de la nature enseigne que pour bien fonctionner les membres d'un corps doivent suivre une seule tête, représentée par le prince. Dans cette mesure, rien n'est plus avantageux pour le peuple que le prince dispose de tous les privilèges qu'il estime nécessaires, ce afin que la communauté humaine puisse être ordonnée de la meilleure manière possible. Par suite, le caractère du prince doit être tel qu'il lui fasse pratiquer l'équité, par amour de la justice et dans le but de promouvoir l'avantage de la république. Le prince est donc le ministre de l'intérêt commun et le serviteur de l'équité.

### Relations entre le prince, Dieu et l'Église
Jean de Salisbury soutient que le prince reçoit son pouvoir de Dieu et son épée de l'Église. Il est un ministre du pouvoir sacerdotal et exerce la part des offices sacrés qui semble indigne des mains du sacerdoce. En cela, le prince est le ministre des prêtres, il leur est donc subordonné. C'est pourquoi, selon de Salisbury, quand l'empereur Constantin Ier convoqua le concile de Nicée en 325, il n'osa ni prendre la première place pour lui-même ni même s'asseoir parmi les prêtres, mais choisit le dernier siège. L'auteur cite aussi l'exemple de l'empereur Théodose Ier qui, après son excommunication par l'évêque Ambroise de Milan en 390, accepta de reconnaître son autorité et de venir faire pénitence devant lui.

### Préceptes destinés aux princes
Jean de Salisbury présente des préceptes moraux et des directives destinés à montrer aux princes la voie à suivre pour régner selon la volonté de Dieu. Le livre IV du Policraticus s'inscrit ainsi dans le genre littéraire du « Miroir des princes ».
Les premiers des commandements qui s'imposent au prince sont issus du cinquième livre de l'Ancien Testament, le Deutéronome. En vertu de l'interprétation qu'en donne Jean de Salisbury, le prince ne doit pas rechercher la multiplication des biens matériels au-delà de l'utile, car, comme l'a montré Cicéron dans son De officiis, seul l'utile est honorable. L'orgueil et le luxe du prince sont dangereux pour le prince lui-même mais aussi pour toute la communauté. En effet, les sujets imitent souvent les vices de leurs supérieurs car le peuple désire être comme ses gouvernants et suit les appétits qu'il observe chez ceux qui occupent un poste prestigieux.
Le prince doit respecter la chasteté c'est-à-dire ne prendre et n'étreindre qu'une seule épouse.
Il ne doit pas non plus rechercher l'accumulation de l'or et de l'argent puisque la seule espèce de valeur vraiment valable est celle des choses dont l'utilité provient de la nature et qui tiennent leur valeur d'elles-mêmes. Certes, il est avantageux pour un roi d'être riche, pourvu qu'il considère sa richesse comme appartenant au peuple. Il ne considérera donc pas comme siennes les richesses dont il a la garde pour le compte d'autrui, ni ne traitera comme privées les propriétés du fisc, qui sont reconnues publiques.
Le prince doit encore garder la loi de Dieu après de lui et la lire tous les jours de sa vie. La loi de Dieu est celle qui lui est apprise par les Écritures et par l'Église. Le prince doit par conséquent être lettré et, si tel n'est pas le cas, il lui est nécessaire de s'entourer d'hommes de lettres. Jean de Salisbury cite l'exemple de Philippe de Macédoine qui, pour transmettre son amour des lettres à son fils Alexandre et le rendre digne des charges qu'il aura à exercer, fit d'Aristote son professeur. L'auteur cite également l'exemple des empereurs ou commandants romains qui, tant que leur république a prospéré, étaient lettrés. À l'inverse, il déplore que, depuis que le mérite des lettres a langui chez les princes, la force de leur bras militaire s'est affaiblie et le pouvoir princier lui-même a été comme coupé à la racine. Le lecteur assidu de la loi y apprend la sagesse et la crainte de Dieu.
Pour Jean de Salisbury, la loi divine commande au prince de se garder de tout orgueil. L'humilité ne se recommande jamais assez aux princes car il est bien difficile de réussir à gravir l'échelle de l'honneur sans produire d'inflation dans l'esprit mais Dieu se dresse contre les orgueilleux. L'abjection est à éviter autant que l'orgueil. Les magistrats en général doivent être exhortés à ce que, dans la splendeur de leur dignité publique, ils soient conscients de leur condition d'hommes privés et, en même temps, qu'ils considèrent leur statut privé de manière à ne pas déshonorer l'honneur de leur fonction publique.
Les deux dernières qualités exigées du prince selon Jean de Salisbury sont la justice et la modération. Il doit être vrai du prince, comme il doit être vrai de tous les hommes, que personne ne doit rechercher son propre intérêt mais celui des autres. Néanmoins, la mesure de l'affection avec laquelle il doit embrasser ses sujets comme des frères dans les bras de la charité doit être maintenue dans les limites de la modération. Car son amour pour ses frères ne doit pas l'empêcher de corriger leurs erreurs. C'est la pratique des médecins lorsqu'ils ne peuvent pas guérir une maladie avec des médicaments doux d'appliquer des remèdes plus puissants tels que le feu ou l'acier. Mais ils ne les emploient jamais, à moins qu'ils ne désespèrent de rétablir la santé par des moyens plus doux. Ainsi le pouvoir dirigeant, lorsqu'il ne peut employer des mesures douces pour guérir les vices de ses sujets, recourt à juste titre, bien qu'avec chagrin, à l'infliction de châtiments sévères. Le prince, en faisant souffrir les membres du corps dont il est le chef, obéit à la loi dans la tristesse. L'auteur illustre le sens de la justice et de la modération en prenant notamment Philippe de Macédoine et Trajan pour exemples.
La première récompense du prince qui observe la loi divine est la transmission de la royauté héréditaire de père en fils. La seconde est que, de même que les puissants souffriront de grands tourments s'ils s'adonnent au mal, de même ils se réjouiront plus pleinement des récompenses de la justice s'ils ont correctement employé leur pouvoir.
À l'inverse, les injustices, les outrages et les tromperies du prince seront punis et son trône sera transféré à une autre famille. Dans la séquence de toutes les histoires qui se sont déroulées, aucun roi s'étant soustrait à la loi divine n'a pu échapper à la main de Dieu. Il est vain d'essayer de se soustraire à sa justice, puisque même les plus illustres, Alexandre ou César, n'y sont pas parvenus.
La négligence ou la dissimulation du prince à l'égard des membres de sa communauté engendre les maladies et les imperfections sur ses propres membres. Et quand la maladie attaque ses membres, le bien-être du chef ne dure pas longtemps.